# Jens Hacke

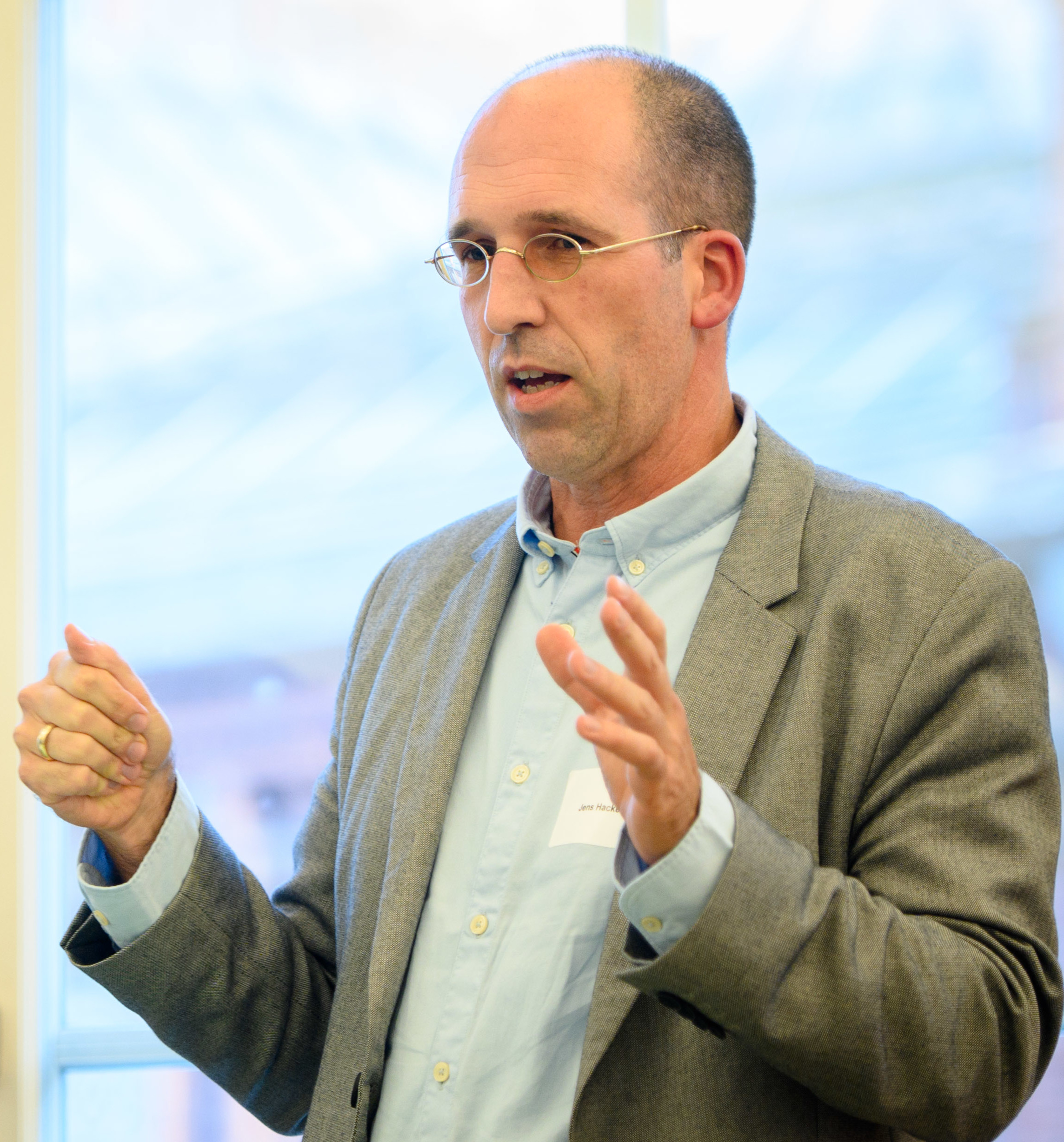
Jens Hacke, 2019

Jens Hacke (* 6. Dezember 1973 in Bonn) ist ein deutscher Politikwissenschaftler und Autor.

## Leben
Jens Hacke wurde 1973 als Sohn des Politikwissenschaftlers Christian Hacke in Bonn geboren. Er studierte von 1994 bis 2000 Alte, Neuere und Neueste Geschichte sowie Politikwissenschaften und Philosophie an der Humboldt-Universität zu Berlin. Seine Magisterarbeit legte er 2000 zum Thema Die deutsche Rechte und die Revolution. Ein Beitrag zur Ideengeschichte des Nationalsozialismus und der „Konservativen Revolution“ 1930–1934 vor. Anschließend war Hacke bis 2003 wissenschaftlicher Mitarbeiter am Lehrbereich „Theorie der Politik“ des vom Bundesministerium für Bildung und Forschung geförderten Projekts „Politikwissenschaft Online“ sowie bis 2008 wissenschaftlicher Mitarbeiter am Institut für Sozialwissenschaften der Humboldt-Universität. 2005 wurde Jens Hacke bei Herfried Münkler zum Dr. phil. promoviert. 2007 übernahm er einen Lehrauftrag an der Universität Hamburg am Institut für Politische Wissenschaft. Er war von 2008 bis 2016 wissenschaftlicher Mitarbeiter des Hamburger Instituts für Sozialforschung. Er habilitierte sich 2017 an der Humboldt-Universität zu Berlin. In den Jahren 2016 bis 2018 vertrat er einen Lehrstuhl für Politikwissenschaft an der Universität Halle-Wittenberg; 2018/19 unterrichtete er als Lehrstuhlvertreter an der Universität Greifswald. Von August 2020 bis März 2023 vertrat er eine Professur für Vergleichende Politische Kulturforschung an der Universität der Bundeswehr München. Seit 2023 lehrt er als Vertretungsprofessor an der Universität Halle-Wittenberg.
Hackes Dissertation Philosophie der Bürgerlichkeit, die 2008 in zweiter Auflage erschien, wurde 2006 mit dem Wolf-Erich-Kellner-Preis und dem Friedwart Bruckhaus-Förderpreis der Hanns Martin Schleyer-Stiftung ausgezeichnet. Andreas Rödder besprach die Dissertation in der Frankfurter Allgemeinen Zeitung und hob hervor, dass es sich um eine „klassische Ideengeschichte in ihrem besten, reflektierten Sinne handelt, deren Erkenntnispotentiale Hacke in der praktischen Anwendung eindrücklich unter Beweis stellt“. In seiner Habilitationsschrift befasste sich Hacke mit der Ideengeschichte der Weimarer Republik. In biographischen Studien rückte er vor allem den liberalen Nationalökonomen Moritz Julius Bonn in den Mittelpunkt. So publizierte er zusammen mit Ewald Grothe 2018 einen Tagungsband über Bonn, edierte 2015 seine politischen Schriften und im Jahr 2023 die Neuauflage von dessen Lebenserinnerungen.
Hacke ist Mitglied im Kuratorium der Wolf-Erich-Kellner-Gedächtnisstiftung zur Vergabe des Wolf-Erich-Kellner-Preises und war Mitglied im Beirat der Stiftung Bundespräsident-Theodor-Heuss-Haus in Stuttgart.

## Veröffentlichungen (Auswahl)
Autor
- Philosophie der Bürgerlichkeit. Vandenhoeck & Ruprecht, Göttingen 2006 (zugleich: Humboldt-Universität, Diss., 2005), ISBN 978-3-525-36842-8.
- Die Bundesrepublik als Idee. Zur Legitimationsbedürftigkeit politischer Ordnung. Hamburger Edition, Hamburg 2009, ISBN 978-3-86854-214-1.
- Existenzkrise der Demokratie. Zur politischen Theorie des Liberalismus in der Zwischenkriegszeit. Suhrkamp, Berlin 2018 (zugleich: Humboldt-Universität, Habilitationsschrift, 2017), ISBN 978-3-518-29850-3.
- Liberale Demokratie in schwierigen Zeiten. Weimar und die Gegenwart. Europäische Verlagsanstalt, Hamburg 2021, ISBN 978-3-86393-111-7.

Herausgeber
- mit Dominik Geppert: Streit um den Staat. Intellektuelle Debatten in der Bundesrepublik 1960–1980. Vandenhoeck & Ruprecht, Göttingen 2008, ISBN 978-3-525-36758-2.
- mit Matthias Pohlig: Theorie in der Geschichtswissenschaft. Einblicke in die Praxis des historischen Forschens. Campus, Frankfurt am Main 2008, ISBN 978-3-593-38662-1.
- mit Herfried Münkler: Strategien der Visualisierung. Verbildlichung als Mittel politischer Kommunikation. Campus, Frankfurt am Main 2009, ISBN 978-3-593-38895-3.
- mit Herfried Münkler: Wege in die neue Bundesrepublik. Politische Mythen und kollektive Selbstbilder nach 1989. Campus, Frankfurt am Main 2009, ISBN 978-3-593-38896-0.
- Moritz Julius Bonn – Zur Krise der Demokratie. Politische Schriften in der Weimarer Republik 1919–1932. de Gruyter, Berlin/Boston 2015, ISBN 978-3-05-006259-4.
- mit Ewald Grothe: Liberales Denken in der Krise der Weltkriegsepoche. Moritz Julius Bonn. Steiner, Stuttgart 2018, ISBN 978-3-515-12234-4.
- Moritz Julius Bonn: So macht man Geschichte? Bilanz eines Lebens. Mit einem Nachwort von Jens Hacke. Europäische Verlagsanstalt, Hamburg 2023, ISBN 978-3-86393-159-9.

## Audios
- „Die symbolpolitische Flanke ist offen.“, Jens Hacke über die Reichsflagge, Gespräch mit Mascha Drost, Deutschlandfunk Kultur heute, 30. August 2020, 6.27 Minuten, Textversion: „Symbolpolitische Flanke ist offen“.